# Maximiliano Hernández Martínez
Maximiliano Hernández Martínez (20 octobre 1882 - 15 mai 1966) est un militaire et homme politique salvadorien. Il est président par intérim du Salvador de 1931 à 1934, et le 30e président du Salvador de 1935 à 1944, date à laquelle il est renversé par un coup d'État. Il est assassiné 22 ans plus tard par son chauffeur, alors qu'il vit en exil au Honduras.
Son régime, une dictature militaire, est célèbre pour les nombreuses exactions commises pendant cette période (notamment le massacre de milliers de paysans en 1932), et pour certaines réformes (droit de vote des femmes, sécurité sociale, interdiction de l'opposition politique, large contrôle des médias).

## Biographie

### Montée au pouvoir
Hernández Martínez est né à San Matías, La Libertad. Lors de l'élection présidentielle de 1931, il est initialement le candidat du Parti républicain national, qu'il vient de former. Il s'est associé à Arturo Araujo du Partido Laborista, sur une base réformiste. Le duo a remporté l'élection, considérée comme la première élection multipartite libre de l'histoire du Salvador (et la dernière pendant plus d'un demi-siècle).
La raison du coup d'État avancée est que les militaires n’avaient pas reçu leur salaire, bien qu’il soit parfois attribué à la chute des prix du café à l’étranger.

### Massacre de 1932 des paysans salvadoriens
Succédant au Directoire Civique, Hernández Martínez dirige un gouvernement militaire qui réprime activement l'opposition. C'est notamment le cas lors du massacre des paysans salvadoriens de 1932, au cours duquel des milliers d'indigènes salvadoriens étaient systématiquement assassinés s'ils étaient soupçonnés de collaborer avec les communistes, dirigés par Farabundo Martí. Ce massacre fut connu sous le nom de La Matanza. Le nombre spécifique de victimes est inconnu, mais les estimations vont de 10 000 à 40 000 personnes pour l'ensemble du mouvement. Les militaires ont tué des personnes sans jugement, généralement tués par un peloton d'exécution après avoir été forcés de creuser leurs propres tombes.Les victimes sont majoritairement des hommes indigènes originaires des villes, parfois listés en tant qu'électeur du parti communiste dans cette ville.

### Le coup d'État du dimanche des Rameaux
Lorsque Hernández Martínez a augmenté la taxe à l'exportation en 1943, la méfiance des élites propriétaires terriens oligarchiques face à ses projets de petite réforme agraire et à ses manières excentriques a suscité une opposition forte. Il a par ailleurs ouvertement violé la constitution en déclarant qu'il ferait un troisième mandat sans tenir d'élections.
En réaction, une révolte armée éclate le dimanche des Rameaux, le 2 avril 1944, dirigée par des intellectuels, des chefs d'entreprise et des unités séditieuses de l'armée. Alors que les hauts responsables du régime sont chez eux pour la Semaine sainte, les régiments stratégiques de la Première Infanterie et de la Seconde Artillerie de San Salvador et de la garnison de Santa Ana s'emparent de la radio d'Etat, de l'armée de l'air et des bureaux télégraphiques. Santa Ana a été bombardée depuis les airs alors que les civils se rassemblaient et renversaient le conseil municipal.
Cependant, le général Hernández Martínez a réussi à réprimer la rébellion avec ses unités militaires encore fidèles à son régime. La loi martiale et un couvre-feu sont instaurés et appliqués avec brutalité. Les représailles contre les rebelles (et les rebelles présumés) ont commencé dès ce moment et ont duré des semaines, par le biais d'une campagne de répression intense. Plus de 100 civils ont été abattus par l'armée lors de manifestations de rue.
Peu de temps après, cependant, en mai 1944, Hernández Martínez fut destitué par un mouvement de grève important, porté par les étudiants. Leur stratégie consistait à éviter une confrontation directe avec les soldats du régime en restant simplement chez eux, de manière passive, sans violence. Au cours de cette action politique massive, la société salvadorienne a été complètement paralysée, jusqu'à la destitution de Martinez. Des médecins et d'autres secteurs professionnels ont rejoint le mouvement le 5 mai, transformant ainsi le conflit en grève générale. Le 7 mai, la police a tiré sur un groupe de jeunes et a mortellement frappé un jeune homme de 17 ans, citoyen américain. Cela a augmenté la pression sur le régime, d'autant que l'ambassadeur américain demandait des explications au chef de l’État.
Après avoir tenté de négocier une date de départ ultérieure, Hernández Martínez a démissionné de son poste. Le 11 mai, la grève est terminée. L'ancien président s'enfuit au Guatemala. Pour autant, la révolte s'est par la suite étendue au Guatemala, où le dictateur militaire Jorge Ubico a également été contraint à la démission, le 1er juillet.

### Mort et héritage
Après avoir été déposé, Hernández a vécu au Honduras jusqu'à ce qu'il soit poignardé à mort de 17 coups de couteau à la Hacienda Jamastrán, le 15 mai 1966, par son chauffeur, Cipriano Morales. Le père de ce dernier avait été assassiné par la dictature de Hernández. Il est l'un des plus vieux hommes politiques à s'être fait assassiner.
Une grande partie du Salvador est toujours divisée sur l'héritage du mandat de Hernández Martínez. Alors que le Salvador a connu une croissance économique durant son mandat et qu'il était admiré par les élites, le pays connaît des troubles sociaux généralisés et de graves exactions, notamment le massacre des paysans salvadoriens de 1932. En termes de droits civils, son bilan est mitigé. Il avait étendu le droit de vote aux femmes pour la première fois, mis en place des programmes de sécurité sociale et tenté de planifier quelque peu l'économie, contrairement aux politiques économiques des régimes libéraux qui dirigeaient le Salvador depuis les années 1870. Les médias sont largement censurés sous sa présidence, l’opposition politique est interdite, les élections locales sont abolies, les élections nationales falsifiées et de nombreux dissidents sont assassinés.
Hernández Martínez est un partisan convaincu de l'occultisme. Il refuse de laisser les médecins soigner l'un de ses fils, estimant que les « médecins invisibles » ne voulaient pas le guérir et qu'il fallait se résigner. Lorsqu’une épidémie de variole a éclaté à San Salvador, des lumières colorées sont allumées tout autour de la ville. Il est alors convaincu que cela guérirait la maladie. Il croit également en la réincarnation et a dit un jour : « Tuer une fourmi est un crime plus grave qu'un homme, car lorsqu'un homme meurt, il se réincarne, tandis qu'une fourmi meurt à jamais ». Il affirme par ailleurs communiquer par télépathie avec d'autres chefs d’État, tels que Théodore Roosevelt.
Au cours de la très meurtrière Guerre civile au Salvador, dans les années 1970 et 1980, un escadron de la mort d'extrême droite nommé en son honneur opérait dans le pays et avait revendiqué l'assassinat de nombreux hommes politiques démocrates chrétiens et marxistes, ainsi que de nombreux civils.